# Petra Šabić

Petra Šabić (Zagreb, 19. svibnja 1995.) - hrvatska slikarica
Rođena je u Zagrebu 19. svibnja 1995. godine. Osnovnu školu i gimnaziju završila je u Bjelovaru. Diplomirala je na dva smjera Akademije likovnih umjetnosti u Zagrebu – najprije je 2019. stekla diplomu iz likovne umjetnosti u klasi profesorice Gordane Balić, a 2021. iz slikarstva u klasi profesorice Ksenije Turčić. Petra Šabić s dvije kolegice dobila je Rektorovu nagradu za projekt Ciklus kreativno-umjetničkih radionica „UMMA – umjetnička mama” - u suradnji s Dječjim domom Zagreb i štićenicama Majčinskog doma Zagreb.
Prvu svoju samostalnu izložbu „Zbiranja” imala je 2018. godine u Narodnoj knjižnici „Petar Preradović” u Bjelovaru. Do kraja 2022. godine izlagala je na deset samostalnih i dvadeset sedam skupnih izložbi u Hrvatskoj i inozemstvu (Indija, Vijetnam, Srbija). Izradila je ilustracije za publikaciju međunarodnog književnog natječaja „Lapis Histriae 2020” te ilustracije za prvu inačicu ilustriranog „Rječnika stranih riječi” Bratoljuba Klaića. Članica je i suradnica Hrvatskog društva likovnih umjetnika te suradnica Muzeja suvremene umjetnosti u Zagrebu.